# Bramberg am Wildkogel
Bramberg am Wildkogel là một đô thị của Zell am See, bang Salzburg, Áo. Đô thị này nằm ở độ cao 819 mét (2.687 ft) dưới chân một ngọn núi cao 2.225 mét (7.300 ft).